# Gerolamo Accoramboni
Gerolamo Accoramboni, latinizzato come Hieronymus Acorombonus Eugubius (Gubbio, febbraio 1469 – Roma, 21 febbraio 1537), è stato un medico italiano.

## Biografia
Quarto figlio di Giovanni Filippo Accoramboni, sposò Agnese Ubaldini dalla quale ebbe diversi figli tra cui:
- Fabio, giurista presso l'Università di Padova.[4]
- Claudio che sposò Tarquinia Paluzzi Albertoni nel 1549: ebbero undici figli tra cui Vittoria Accoramboni (1557-1585) la cui vita ispirerà Stendhal (Vittoria Accoramboni (Stendhal)) e John Webster (Il diavolo bianco (o Vittoria Corombona) The White Devil, 1612).[5]

Compì gli studi di filosofia presso l'Università di Perugia. Nel 1496 fu lettore di filosofia a Padova con Antonio Fracanzano come suo maestro: è possibile che il suo Tractatus proporitatum Domini Antonii Fracantiani Vicentini fosse proprio di Accoramboni.
Dal 1505 al 1515 ricoprì la prima cattedra di medicina all'Accademia di Perugia, e già la sua fama attirò nelle sue classi allievi da tutta Italia.
Nel 1513 i suoi connazionali lo nominarono ambasciatore di Gubbio a Roma per l'elezione di Leone X. Dal 1514, pur mantenendo il suo incarico a Perugia, insegnò medicina teorica a Roma fino al 1515.
Nel 1515 Papa Leone X lo invitò a Roma e lo nominò suo medico e gli diede una cattedra all'Università La Sapienza di Roma, incarico che mantenne fino alla morte di Leone X nel 1521. Inoltre fu medico dei due papi seguenti: Papa Adriano VI e Papa Clemente VII. 
Guarì il futuro cardinale Pietro Bembo da una grave malattia ed entrò in polemica con un altro medico del papa, Bartolomeo da Pisa, circa un libro che questi scrisse contro di lui nel 1519: Apologia quorumdam a se dictorum e ab Hieronymo de Eugubio impugnatorum, cum clara statemente illorum Avicennae verborum quorum fuit contentio.
Ma Accoramboni non doveva godere della fortuna che aveva acquisito con i suoi talenti: nel Sacco di Roma (1527), ad opera delle truppe ammutinate di Carlo V, imperatore del Sacro Romano Impero, la sua casa fu interamente devastata. Non riuscì nemmeno a salvare i suoi manoscritti. Nell'imbarazzo in cui si trovò, Accoramboni si affrettò ad accettare la cattedra di medicina dell'Accademia di Padova, che aveva più volte rifiutato. Il suo compenso, fissato in un primo momento a 760 ECU oro, fu portato, già l'anno successivo, a 800 ECU.
Quando, nel settembre 1536, Papa Paolo III lo nominò suo medico personale, tornò a Roma, ma qualche tempo dopo si ammalò e morì.

## Omonimie
Esiste un “Gerolamo Accoramboni”, zio di Antonio Benevoli, professore di chirurgia a Firenze. Ma quest'ultimo nacque nel 1685 a Castello delle Preci nel Ducato di Spoleto.

## Opere
- (LA) Tractatvs De Pvtredinae Excellentissimi Philosophi Et Medici cinsumatissimi. D. Hieronymi Acoramboni Eugubij ordinarij practicae medicinae in gymnasio Patauino, de Ariuabenis, 1534.
- (LA) Tractatus de catarrho, 1536.
- (LA) Tractatus de Lacte, Petreius, 1538.
- (LA) Tractatus de natura et usu lactis, 1538.